# 北海道道669号中標津停車場線
北海道道669号中標津停車場線（ほっかいどうどう669ごう なかしべつていしゃじょうせん）は、北海道標津郡中標津町を結ぶ一般道道である。

## 概要

### 路線データ
- 起点：北海道標津郡中標津町東二条（旧JR北海道 標津線 中標津駅跡）
- 終点：北海道標津郡中標津町東三条（北海道道774号川北中標津線交点）
- 総距離：0.068 km

## 歴史
- 1969年（昭和44年）6月18日 - 路線認定[1]。

## 地理

### 通過する自治体
- 根室振興局
  - 標津郡中標津町

### 主な接続道路
中標津町
- 北海道道774号川北中標津線 - 東三条（終点）